# Геликон Плюс
«Геликон Плюс» — петербургское издательство, основанное в 1991 году Александром Житинским. Издательство публикует книги по заказам авторов (печать по требованию), одним из первых в России внедрив эту концепцию в жизнь: «Такая концепция дает возможность без особого коммерческого риска печатать малыми тиражами произведения авторов из Интернета, которые, как правило, неизвестны широкой публике, а по мере роста их известности и популярности (если это происходит) увеличивать количество изданных книг или же благословлять автора на работу с более крупными издательствами». Издательство распространяет такие книги через собственный интернет-магазин.

## История издательства
В 1990 году Александр Житинский создаёт собственное издательство, которое он назван «Новый Геликон» благодаря увлечению Александра Житинского рок-н-роллом: геликон — музыкальный инструмент, а издательству планировалось придать музыкальное направление. По признанию Александра Житинского, «я не привык писать для денег. Я всегда писал только то, что мне нравилось, а когда за это платили деньги, говорил спасибо. В новых условиях надо было чем-то зарабатывать. Я понимал, что быть литератором коммерческим не могу, да и не хочу… Сейчас надо гнать романы, а я это не люблю и не умею. И решил, что лучше буду издавать, причем издавать своеобразно. <…> Издательство мое живет по большей части на деньги от книг, издаваемых по заказам авторов. Приходит автор, приносит деньги и свою книгу. Я никому не отказываю по причине художественной несостоятельности, ибо я, как официант, выполняю услугу, я не могу одному подавать, а другому — нет».
В 1997 года в связи со многими внешними изменениями, было реорганизовано и стало называться «Геликон Плюс». Реорганизация совпала с получением в аренду от Комитета по управлению городским имуществом Санкт-Петербурга помещения в цокольном этаже дома № 28 по 1-й линии Васильевского острова, где издательство находится и поныне.
Издательство принимало активное участие в российских книжных выставках, проходящих в Москве и Санкт-Петербурге. С 2002 по 2004 год издательство печатало журнал «Полдень. XXI век».
После смерти Житинского в 2012 году главным редактором издательства стала Татьяна Георгиевна Алфёрова.

## Авторы и книги
В первый период своего существования издательство занималось выпуском книг Владимира Кунина, что привлекло внимание инвесторов. На волне успеха в одной серии выходят книги Сергея Довлатова, М. Чулаки, А. Житинского, А. Мелихова, В. Эмского. В этот же период издательство выпустило «Альманах рок-дилетанта» А. Житинского о Викторе Цое.
Из некоммерческих изданий в этот период выделяются книги в серии «Петербургская проза»: роман Геннадия Алексеева «Зелёные берега», роман Игоря Куберского «Ночь в Мадриде», книга прозы Владимира Шинкарёва «Папуас из Гондураса». Позже издательство запустило совместный проект с книжной сетью Буквоед — серию «Другая книга» — с целью «открыть публике неизвестного автора, который не вписывается в рамки коммерческой литературы», публиковать внежанровые, экспериментальные книги.
Издательство «Геликон Плюс» смело поддерживает новых авторов, чьи имена неизвестны широкой публике.
Стоит отметить такие издания как «Маленькая хня» Лоры Белоиван, «Записки гайдзина» Вадима Смоленского, поэтические сборники Али Кудряшевой и Веры Полозковой, которые после выхода в «Геликоне Плюс» были переизданы другими издательствами бо́льшим тиражом.
Из популярных авторов, издаваемых в «Геликон Плюс», можно назвать Дмитрия Быкова и Александра Кушнера.